# Claudia Lösch
Claudia Lösch (* 19. Oktober 1988 in Wien) ist eine ehemalige österreichische Behindertensportlerin im Bereich Ski Alpin.

## Leben

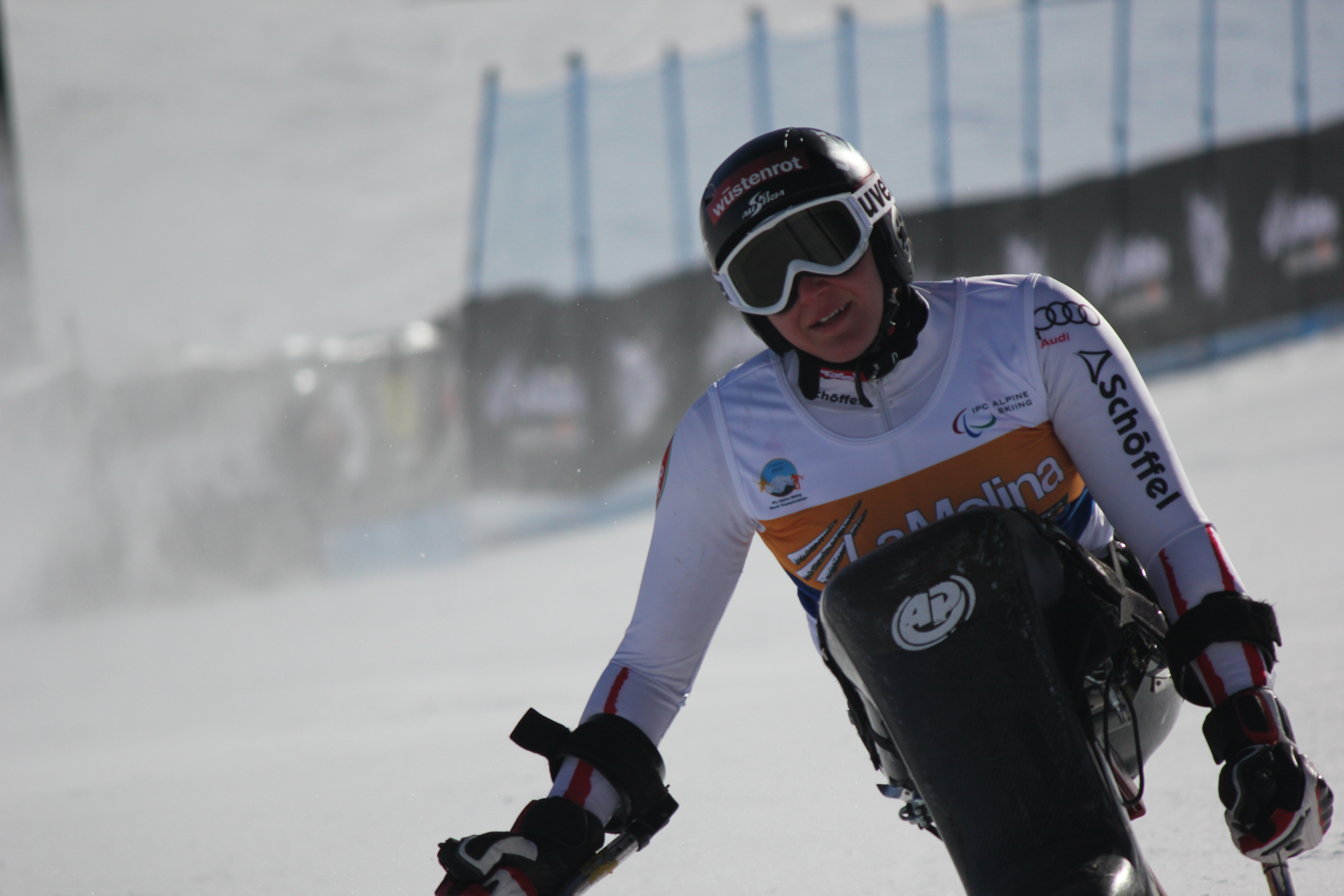
Claudia Lösch beim Super-G der Weltmeisterschaften in La Molina, 2013

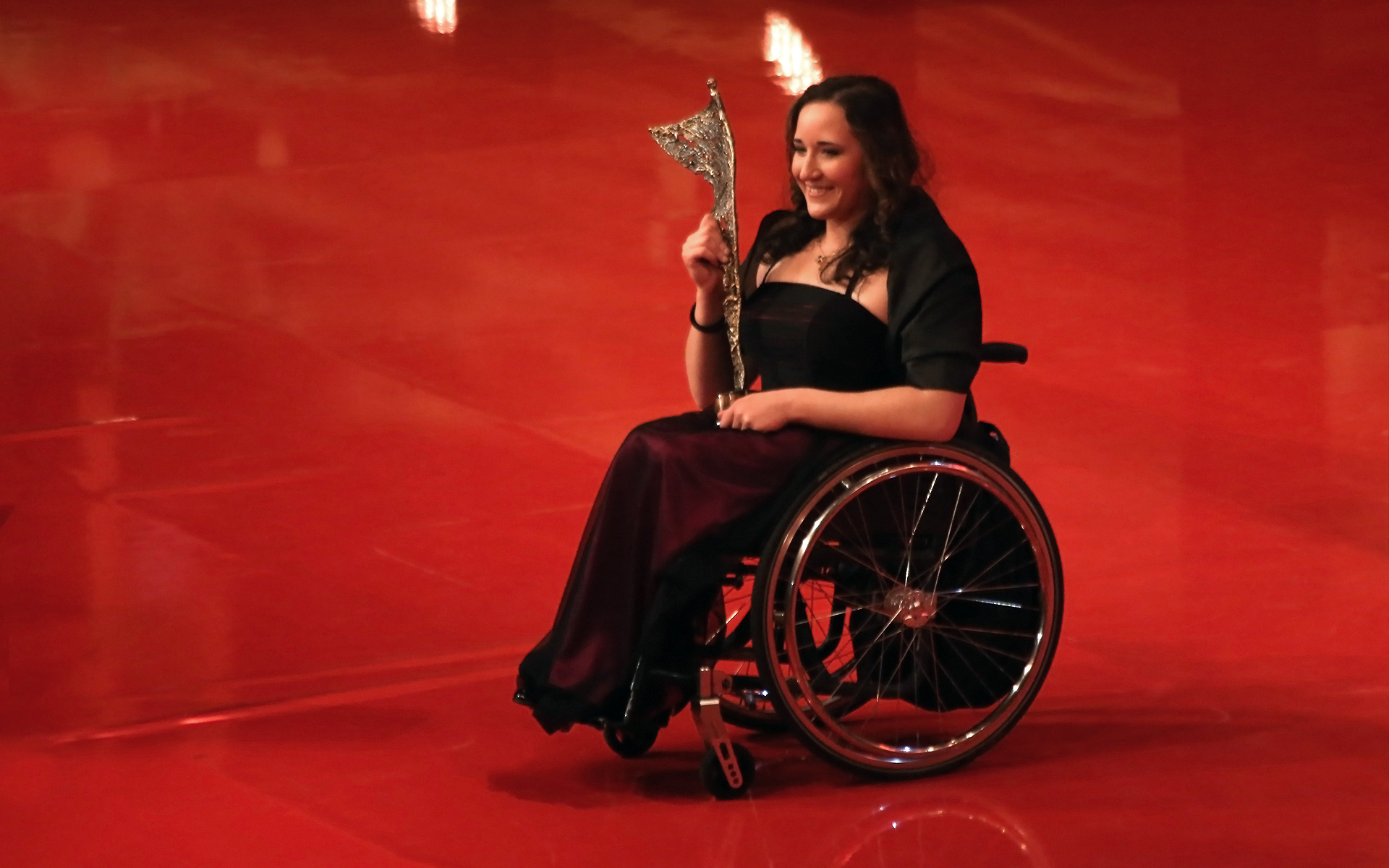
Claudia Lösch, Österreichs Behindertensportlerin 2013

Aufgewachsen ist Claudia Lösch in Neupölla in Niederösterreich. Infolge eines Autounfalls ist Claudia Lösch seit 1994 querschnittgelähmt und war seit dem Jahr 2002 Mitglied des Austria Ski Team Behindertensport.
2007 hat sie im Bundesgymnasium Horn die Matura abgelegt. Seither studiert sie Politikwissenschaft in Innsbruck, wo sie heute auch lebt.

### Sportliche Karriere
2008/09 konnte sie den Gesamtweltcup gewinnen und diesen Erfolg in der Saison 2009/2010 erfolgreich verteidigen und wiederholen.
Ihren größten Erfolg feierte Claudia Lösch mit dem Gewinn der Goldmedaille im Slalom und im Super-G bei den Winter-Paralympics 2010 in Vancouver. Sie startet in allen Disziplinen und hat bereits mehrmals den IPC-Europacup gewonnen. Die Rennen fährt sie mit einem Monoski in der Kategorie Damen sitzend.
Neben dem Skifahren interessiert sich Claudia Lösch auch für die Sportarten Tennis und Tischtennis sowie Basketball, wo sie auch Spiele für den RSC Tirol bestreitet.
Im November 2016 wurde die damals 28-Jährige von der Vereinigung der österreichischen Sportjournalisten zum sechsten Mal zu Österreichs „Behindertensportlerin des Jahres“ gewählt und im Rahmen der „Lotterien Sporthilfe-Gala“ in Wien geehrt.
Am 22. September 2018 erklärte Claudia Lösch, ihre aktive Karriere aufgrund Unstimmigkeiten mit dem Internationalen Paralympischen Komitee nach 16 aktiven Jahren und nach der kommenden WM-Saison beenden zu wollen.

### Quiz
Claudia Lösch nimmt regelmäßig an den Quizwettbewerben des Österreichischen Quiz-Verbandes (ÖQV) teil und gilt als eine der besten Quizspielerinnen Österreichs. 2019 nahm sie als Kandidatin an der Quizshow Ich weiß alles! teil und erreichte dort das Finale. Bereits 2014 nahm sie zudem an einer Prominenten-Ausgabe der Millionenshow zugunsten der Österreichischen Sporthilfe teil.

## Sportliche Erfolge
- Europacups Gesamtsieger Damen (Sitting): 2003/04, 2004/05, 2005/06 und 2009/2010
- Paralympics 2006 Bronze: Abfahrt
- Weltcup Gesamtsieger Damen (Sitting): 2008/09 und 2009/2010
- Weltmeisterschaft 2009 Silber: Super-Kombination, Riesentorlauf
- Paralympics 2010 Gold: Slalom, Super-G; Silber: Superkombination; Bronze: Abfahrt
- Weltmeisterschaft 2011 Silber: Slalom, Riesentorlauf, Super-Combi; Bronze: Abfahrt, Super-G
- Weltmeisterschaft 2013 Gold: Super-G, Super-Kombination, Riesenslalom
- Weltmeisterschaft 2015: Gold: Abfahrt, Super-Kombination, Slalom; Silber: Riesenslalom
- Weltmeisterschaft 2017: Gold: Super-G, Riesenslalom; Silber: Abfahrt, Super-Kombination; Bronze: Slalom
- Winter-Paralympics 2014 Silber: Super-G, Riesenslalom
- Winter-Paralympics 2018 Silber: Super-G;  Bronze: Riesenslalom

## Auszeichnungen (Auszug)
- Goldenes Verdienstzeichen der Republik Österreich (2006)
- Österreichs Behindertensportlerin des Jahres (2010, 2011, 2013, 2014, 2015, 2017, 2018)
- Goldenes Ehrenzeichen für Verdienste um das Bundesland Niederösterreich (2013)